# Brachytarsomys albicauda
Brachytarsomys albicauda је врста глодара (Rodentia) из породице Nesomyidae. 

## Распрострањење
Ареал врсте је ограничен на једну државу. 
Мадагаскар је једино познато природно станиште врсте.

## Станиште
Станиште врсте су шуме. Врста је по висини распрострањена од 450 до 1.600 метара надморске висине.

## Начин живота
Врста Brachytarsomys albicauda прави гнезда. 

## Угроженост
Ова врста је наведена као последња брига, јер има широко распрострањење и честа је врста.